# Teishebaini
Teishebaini (en armenio: Կարմիր Բլուր). Fue la capital de las provincias en Transcaucasia del Reino de Ararat (Urartu). Actualmente se encuentra cerca de la moderna ciudad de Ereván, en Armenia. El sitio fue una vez una fortaleza y centro gubernamental con muros, torres y contrafuertes perimetrales, puertas masivas, un patio de armas dentro de sus muros, y trasteros que ocupaban por completo la planta baja. El complejo de la ciudad, el palacio y ciudadela en conjunto miden más de 4.005 m². Teishbaini está situado a una altitud de 901 metros.

## Estudio de la historia

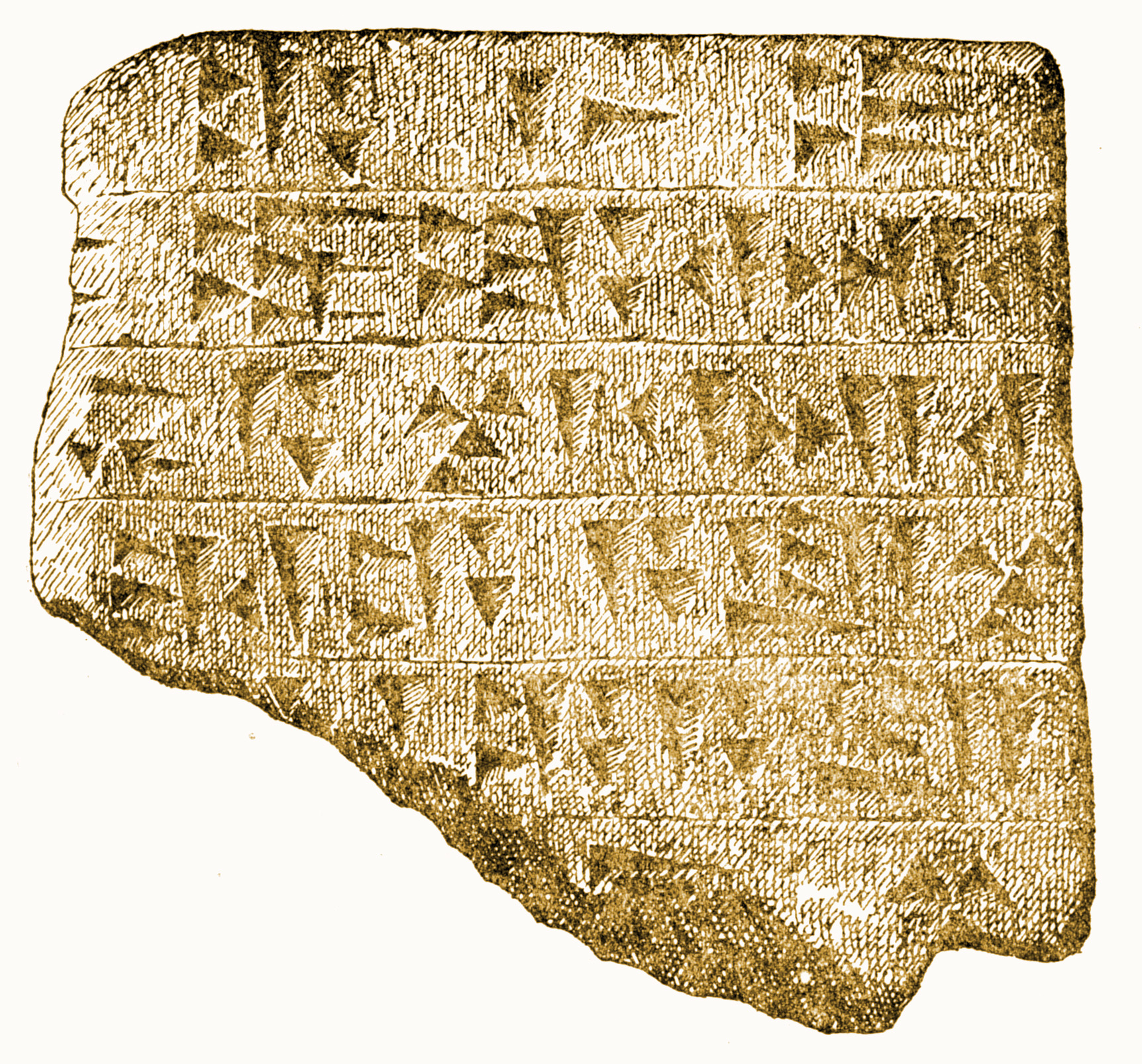
Placa descubierta por el geólogo Demekhin

En 1935 el geólogo AP Demekhin, estudió los basaltos del río Hrazdan, que se encuentran en la parte superior de la colina Karmir Blur, encontrándose con una piedra con escritura cuneiforme donde se pudo leer el nombre del rey Rusa II hijo de Argishti II. Con ello se hizo evidente el interés arqueológico de Karmir Blur, aunque se utilizó la colina hasta el año 1936 por los residentes locales de los pueblos de los alrededores como una cantera para sus necesidades de viviendas. Desde el año 1939 se iniciaron excavaciones sistemáticas que duraron décadas. En 1958, a pesar de la ruptura asociada por la Segunda Guerra Mundial, la mayor parte del trabajo se había completado. Como resultado de las excavaciones de B. Piotrovsky fueron identificados los restos de una gran fortaleza en el área de Teishebaini de más de 4 hectáreas junto con restos de zonas residenciales y rastros de asentamientos del reino de Urartu del Calcolítico, entre los siglo XIII - VIII aC y que podían haber sido destruidos durante la expansión inicial de Urartu en Transcaucasia por el rey Argishti I. Una fotografía área reveló la presencia de las antiguas calles de la ciudad que conectaban con la fortaleza y barrios residenciales. La palabra Teishebaini fue leída por primera vez en las barras de hierro de las despensas de la fortaleza, y por tanto el nombre urartio de este asentamiento fue aceptado.

## Historia de la fortaleza
La fortaleza Teishebaini fue construida en el período del declive del reino de Urartu, por el rey Rusa II -hijo de Argishti II-, que gobernó alrededor del 685-639 aC, y fue probablemente la última gran ciudad urartiana construida. Después que los asirios destruyeron los principales lugares de culto del dios Jaldi en Musasir el año 714 aC y los urartianos sufrieron derrotas militares, Rusa II trató de fortalecer el poder militar de Urartu, en particular mediante la profundización del culto a sus dioses. Al principio de su reinado, Rusa II construyó un nuevo templo en la ciudad en honor del dios Jaldi, y luego la ciudad Teishebani tomó su nombre del dios de la guerra urartio Teisiba. Además este rey construyó nuevos templos al dios Jaldi en todas las principales ciudades de su reino. En una de las tablas con escritura cuneiforme, Rusa II habla de trabajar en la gestión de dispositivos en Teishabaini:

En el nuevo templo, dejó una cabra para ser sacrificada al dios Jaldi, dejó un toro para ser sacrificado al dios Jaldi, una oveja al dios Teisheba, una oveja al dios Shivini, una vaca a la diosa Arubani, una oveja a la armadura del dios Jaldi, una oveja a las puertas del dios Jaldi, una oveja al dios Iuarsha... Hice todo esto. Rusa, hijo de Argishti dice: El que destruya esta estela, el que lo profane, el que lo robe, el que lo entierre en la tierra, ..., el que proclama "Soy yo el que lleva a cabo estas obras", y que se sustituye a su cuenta en lugar de mi nombre, puede ser destruido por los dioses Jaldi, Teisheba, Shivini, Marduk; Que no haya ni su nombre ni su familia bajo el sol...

A pesar de los esfuerzos de Rusa II, Urartu fue perdiendo terreno gradualmente en el control del antiguo centro del país cerca del lago Van, desplazando las actividades administrativas y de negocios en el sur del Cáucaso. Alrededor del año 600 aC, los gobernantes urartianos perdieron completamente el control del centro del país y algunas posiciones del Cáucaso Sur: salieron sin luchar de Erebuni, después perdieron en batalla la ciudad de Argishtikhinili y Teishebaini se convirtió en el último bastión de Urartu, trasladando los tesoros de muchas ciudades a Teishebaini.  Durante este período esta última ciudad representó todo el valor restante de Erubuni y otros lugares del país, sin embargo, alrededor del 585 aC, la siguiente invasión enemiga destruyó Teishebaini. Entre las varias versiones que existen sobre quien exactamente dio el golpe final a Urartu, se encuentran los escitas y los cimerios, los medos y los babilonios. La teoría de los escitas en mucho más común y aceptada entre los investigadores y confirmada por el descubrimiento, durante las excavaciones arqueológicas de la fortaleza, de un gran número de puntas de flechas escitas.

Excavaciones arqueológicas en Teishebani.
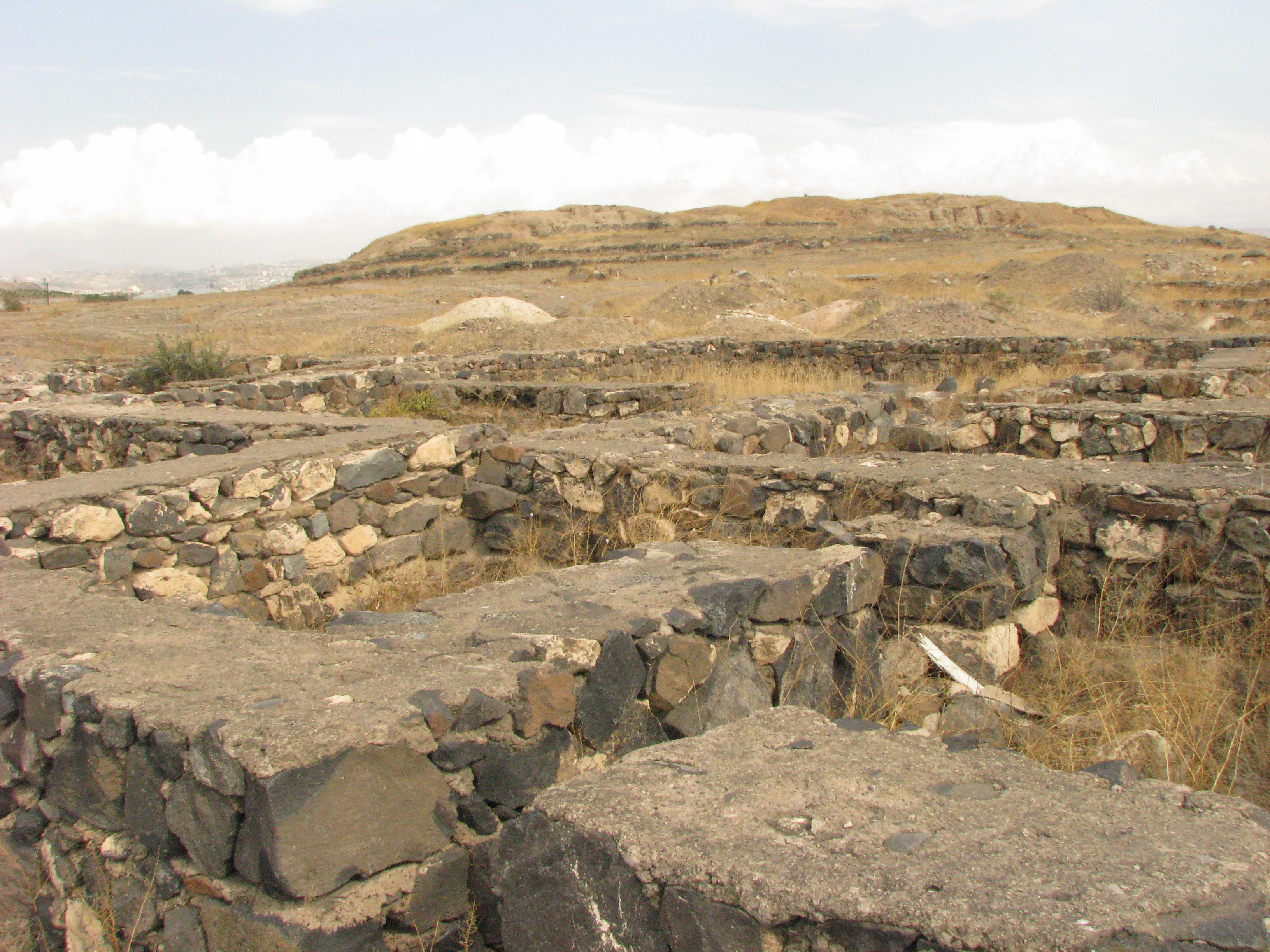
Barrio residencial de Teisbaini.
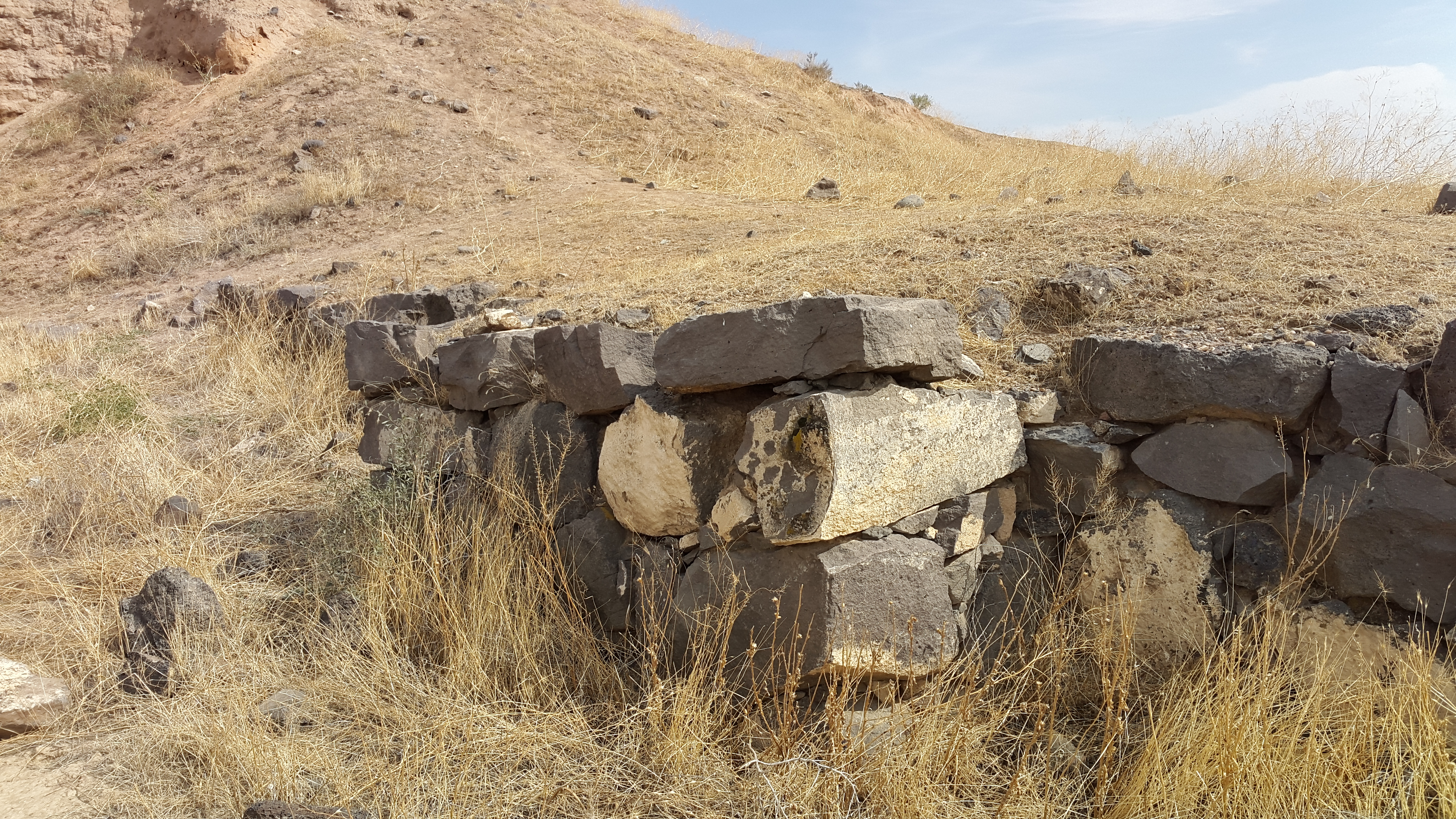
Acrópolis de Teishebaini

### Asalto final de la fortaleza

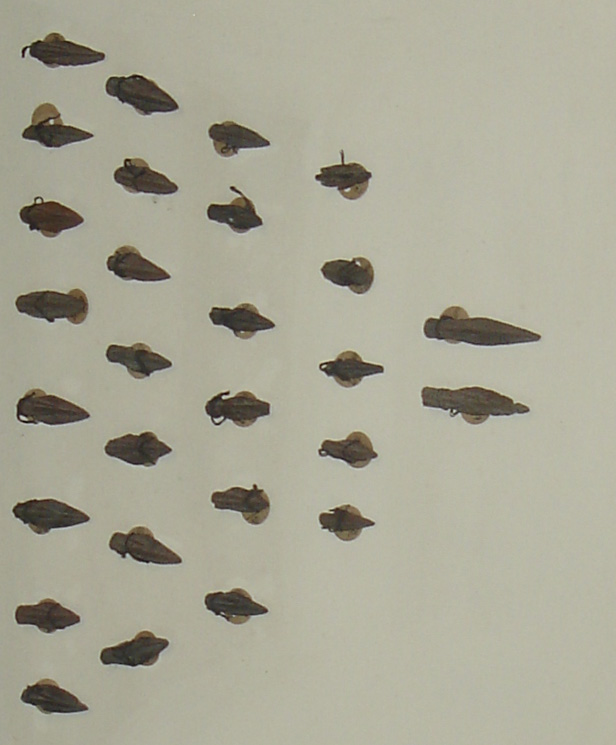
Puntas de flecha recogidas en Teishebaini, conservadas en el Museo Erebuni (Ereván)

De acuerdo con las excavaciones, el asalto final de Teishebaini se realizó en la primera mitad del verano, cuando el ganado se encontraba en los pastos de la montaña y las uvas no habían madurado todavía. Los arqueólogos creen que el asalto comenzó pronto, probablemente por la noche y los residentes de los edificios de la ciudad se vieron obligados a abandonar a toda prisa los barrios y a refugiarse en la fortaleza. Los techos de los edificios de la ciudad se incendiaron rápidamente y los residentes se precipitaron fuera de sus casas, dejando los objetos de valor en ellas. A juzgar por la dirección de la mayoría de puntas de flecha encontradas, el enemigo atacó desde la vertiente occidental de la colina. En los edificios urbanos, encontraron esqueletos de mujeres y niños de pecho, que probablemente no tuvieron tiempo de escapar del avance del enemigo. Los habitantes se refugiaron en el patio de la fortaleza, construyendo una vivienda temporal. Después de un breve período de tiempo el asedio de la fortaleza no se pudo soportar más, y el enemigo irrumpió a través de la puerta auxiliar occidental. Como resultado de estas batalla se produjo un incendio que destruyó las estructuras temporales, y los techos de la fortaleza. El rojo de los ladrillos que adquirió con el fuego dio lugar al nombre Karmir Blur (en armenio:Կարմիր Բլուր (colina Roja). La fortaleza quedó destruida por lo que la vida en el territorio de Teishebaini nunca se reanudó.

## Descripción

### Ciudad
El objeto dominante de la ciudad de Teishbaini era la poderosa fortaleza (ciudadela) situada en la cima de la colina Karmir Blur. La fortaleza estaba protegida desde el norte con pendientes pronunciadas, al este por la colina y el río Hrazdan, al sur y al oeste por la falda de una colina protegida por fuertes muros alrededor de ocho metros de altura. Al oeste de la fortaleza estaban los edificios de la ciudad, construida en piedra, donde vivían los residentes ordinarios. La parte sur de la ciudad estaba ocupada por una gran viña, rodeada por una cerca de piedra en todo su perímetro. El viñedo se regaba por un canal proveniente del río Hrazdan. 

### Fortaleza
La fortaleza Teishebaini fue construida en dos etapas con un breve descanso, con ladrillos de arcilla como una típica construcción mesopotámica. La fortaleza incluía cerca de 200 habitáculos interiores, por lo general en forma de rectángulos estrechos. La parte principal del edificio se dividió en dos plantas con piso de madera, algunas de ellas alcanzaron la altura de 8 metros. Muchas de las habitaciones tenían una parte superior con luz natural. Las paredes fueron construidas con ladrillos de barro de una medida de 52 x 35 x 14 cm, colocados sobre una base sólida de grandes bloques de basalto. El espesor de la pared variaba entre 2,1 metros ( seis filas de ladrillos) a 3,5 metros (10 filas de ladrillos). En las esquinas de la fortaleza se encontraban unas enormes torres. En muchos interiores se han conservado restos de la pintura primitiva, principalmente en color rojo y azul.
- amarillo: granero
- verde:cervecería y bodega de cerveza
- azul:taller para la producción de aceite de sésamo
- morado:almacenamiento para el vino

1. puerta central
2. puerta Occidental (auxiliar)
3. patio
4. residencia, sala de columnas
5. Colocación de las tabletas con la escritura cuneiforme.

Dentro de la fortaleza se encontraba la residencia del gobernante, que constaba de cámaras sala de columnas y pasillo y pequeño almacenamiento de tablas con escritura cuneiforme, así como un gran número de locales comerciales, en particular, los locales para la fabricación de aceite de sésamo, cervecería, graneros y almacenes para productos lácteos (principalmente queso) y para armamento, cerámica, productor de hierro etc. Una gran área fue designada para almacenar el vino en total hubo más de quinientos karases con una capacidad de entre 250 y 1250 litros cada, el vino fue uno de los sectores principales de la economía de Urartu. En el momento del asalto final a la fortaleza, las bodegas estaban casi vacías, lo que indica el declive en que se encontraba Teishebaini.
Todo el almacenamiento de los hogares (alrededor de 120 habitaciones) se cerraban individualmente con unos terminales en la puerta donde se enhebraba una cuerda en cuyos extremos se insertaba un trozo de arcilla húmeda  y luego se sellaba con unos sellos cilíndricos también de arcilla con el señal de la persona responsable. Para el suministro de agua procedente del río Hrazdan se realizó un conducto oculto con tubos redondos de piedra que se insertaban unos con otros. Restos de estos conductos se exponen en el Museo Erebuni.

Cimientos de basalto de los muros de la fortaleza Teishebani.
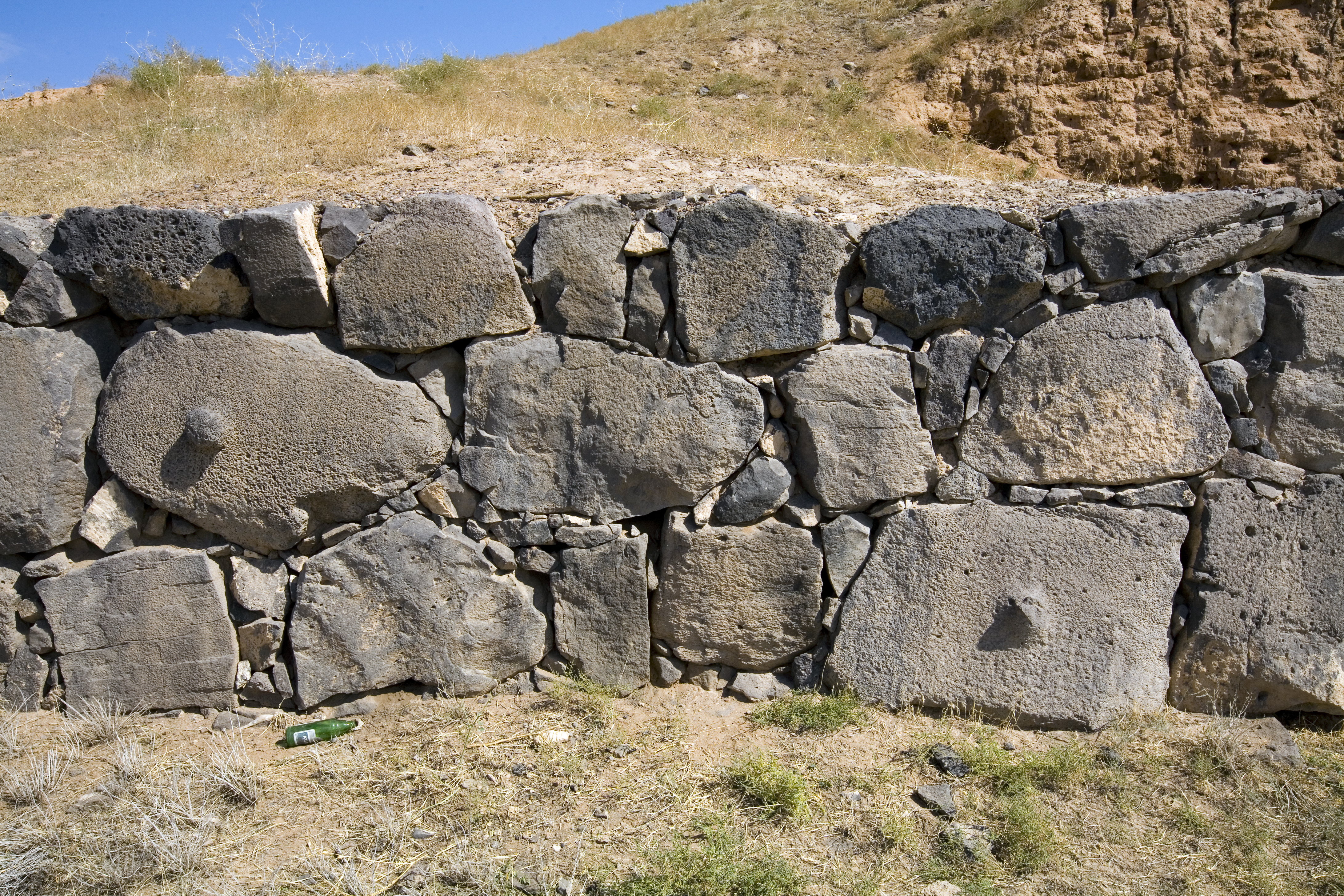
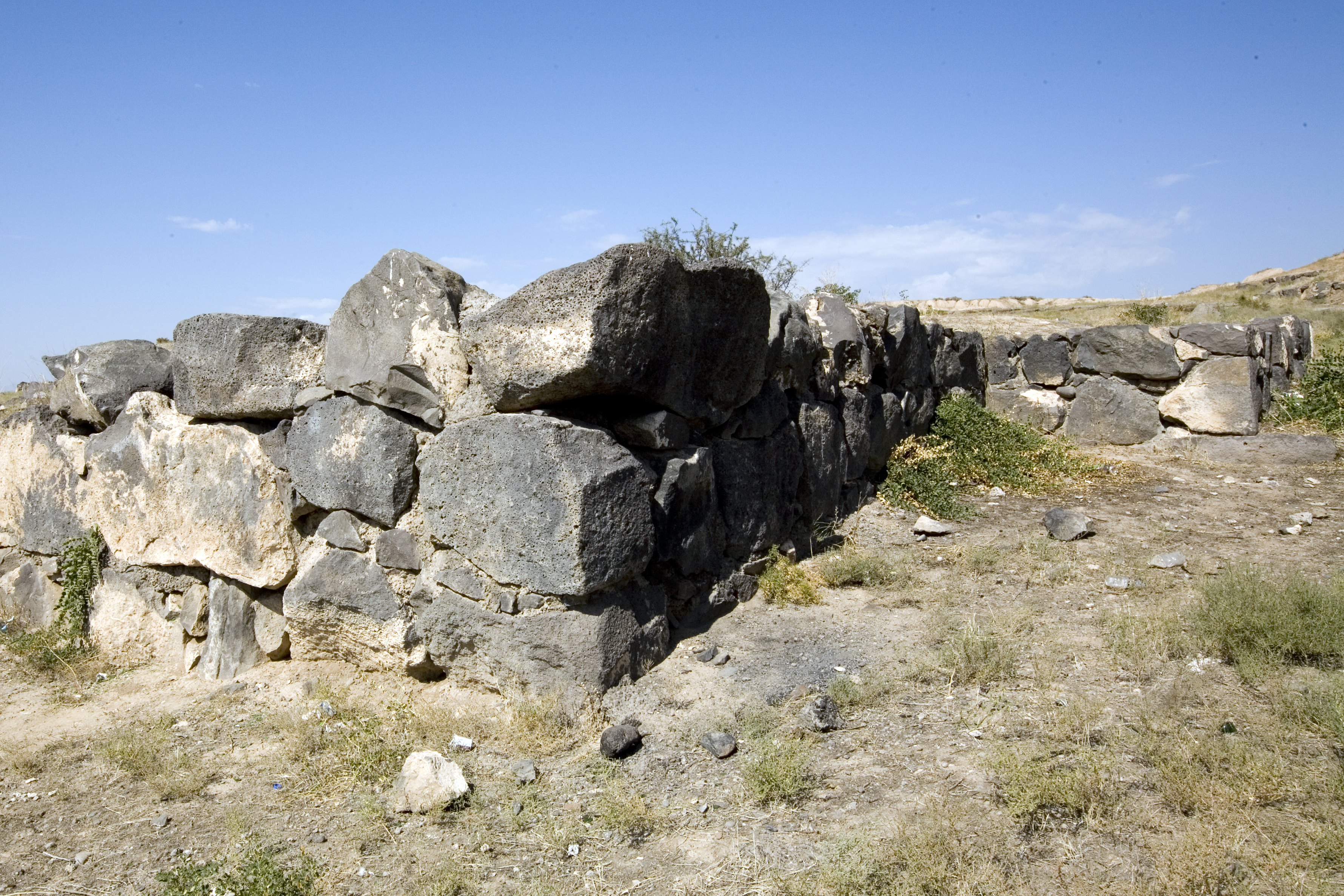
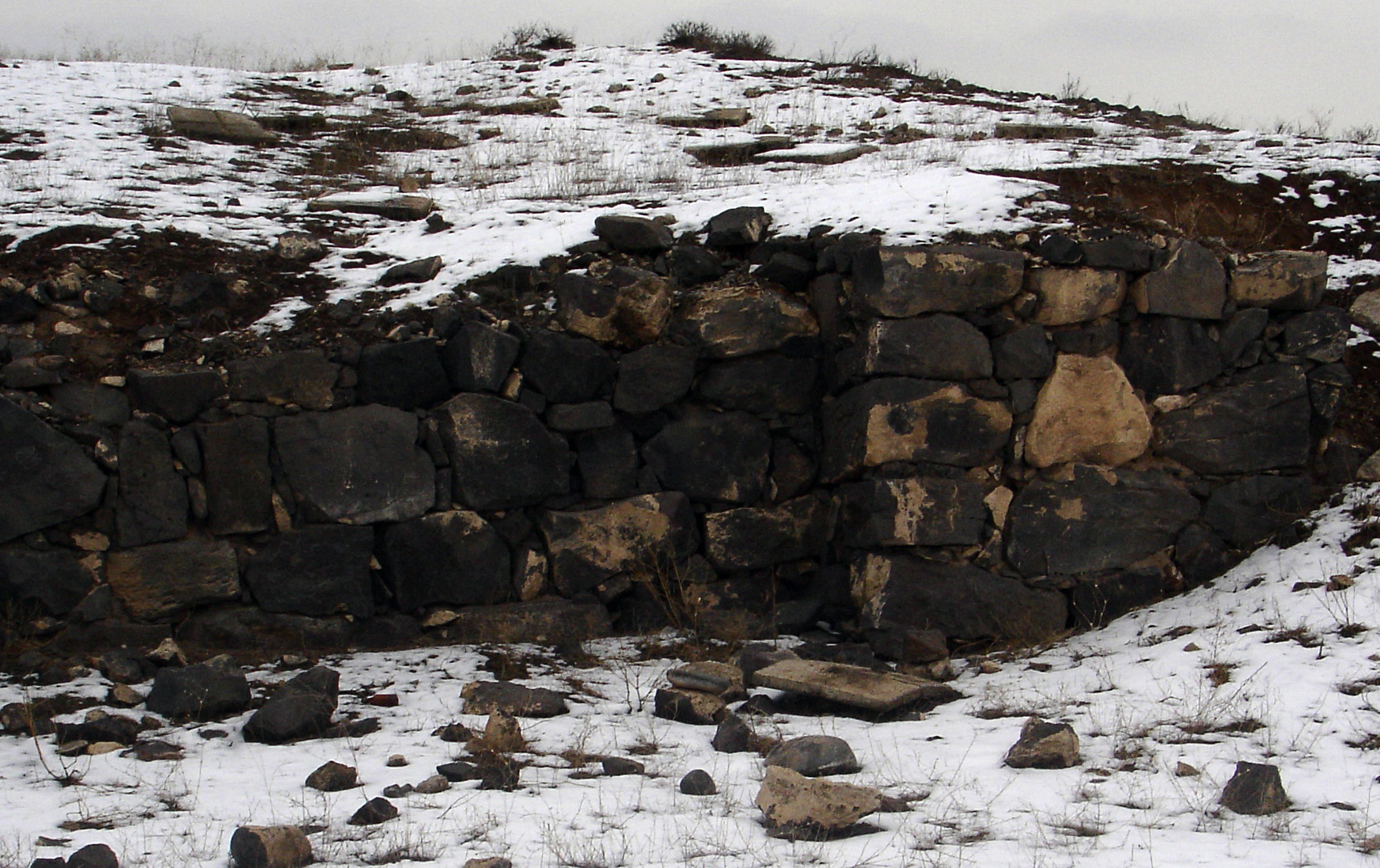

### Edificios urbanos
Las excavaciones arqueológicas han demostrado que los residentes de zonas urbanas tenían su propia granja, y probablemente vivían de un subsidio estatal, seguramente eran la familia de los artesanos y de los soldados del ejército de Urartu.  Durante la excavación de las periferias urbanas han sido descubiertos: torno de alfarero, horno para cocer el pan, metales y otros artículos para el hogar. Al mismo tiempo, en las zonas urbanas se encontraron sitios para el almacenamiento de granos, vino u otros productos.
También se descubrió que el equipo de construcción, que se utilizaba en los asentamientos difería de la maquinaria utilizada en la construcción de la fortaleza. Si la fortaleza de Teishebaini fue realizada con edificios de adobe al estilo de Mesopotamia, los de la ciudad estaban hechos de grandes bloques de toba  - en una tecnología típica de los pueblos del Cáucaso-. Con base en esto, los arqueólogos han sugerido que los bloques de la ciudad fueron construidos por la población del lugar  conquistada por el reino de Urartu.
Después de la destrucción de la fortaleza, la vida en los barrios urbanos nunca se reanudó probablemente debido a la destrucción del sistema de suministro de agua.

## Estudios sobre las excavaciones
Las excavaciones de la fortaleza Teishebaini han dado a los científicos materiales únicos para el estudio del último período de Urartu. Por un lado, en los últimos años la existencia de la ciudad estado de Teishebaini ha dado como realidad que fue la capital de Urartu. Los documentos cuneiformes de los últimos reyes de Urartu únicamente se han encontrado en Teishebaini y sus alrededores. Por otra parte, muchos de los artefactos fueron traídos de diferentes ciudades a Teishebaini, cuando se fueron perdiendo por los urartianos, sobre todo de la cercana Erebuni. La mayoría de los objetos se eliminaron o fueron robados durante la caída de la fortaleza, pero los arqueólogos lograron hacer algunos descubrimientos. Por ejemplo, durante las excavaciones Teishebaini 97, se descubrió cuencos similares de bronce, que fueron grabados con los nombres de muchos de los reyes de Urartu, escondidos dentro de vasijas en una despensa de vino. El estilo diferente cuneiforme indica que los recipientes se habían realizado en diferentes momentos durante la vida útil de los respectivos gobernantes. En muchos casos, las paredes de ladrillo se derrumbaron después de un incendio, con lo que se escondió con seguridad capas arqueológicas, proporcionándoles una buena seguridad. En Teishebaini se han encontrado incluso restos de ropa y algunos objetos de madera, lo cual es inusual para una estos sitios tan antiguos arqueológicos. Las excavaciones en Teishebaini y Karmir Blur han dado a los científicos materiales valiosos, especialmente las del siglo pasado, sobre la existencia de Urartu. Se encontraron también diversos artículos procedentes de otros lugares como Asiria, Asia Menor y el Antiguo Egipto, lo que demuestra la relación comercial que existía con el reino de Urartu.

Cimientos de basalto de los muros de la fortaleza Teishebani.
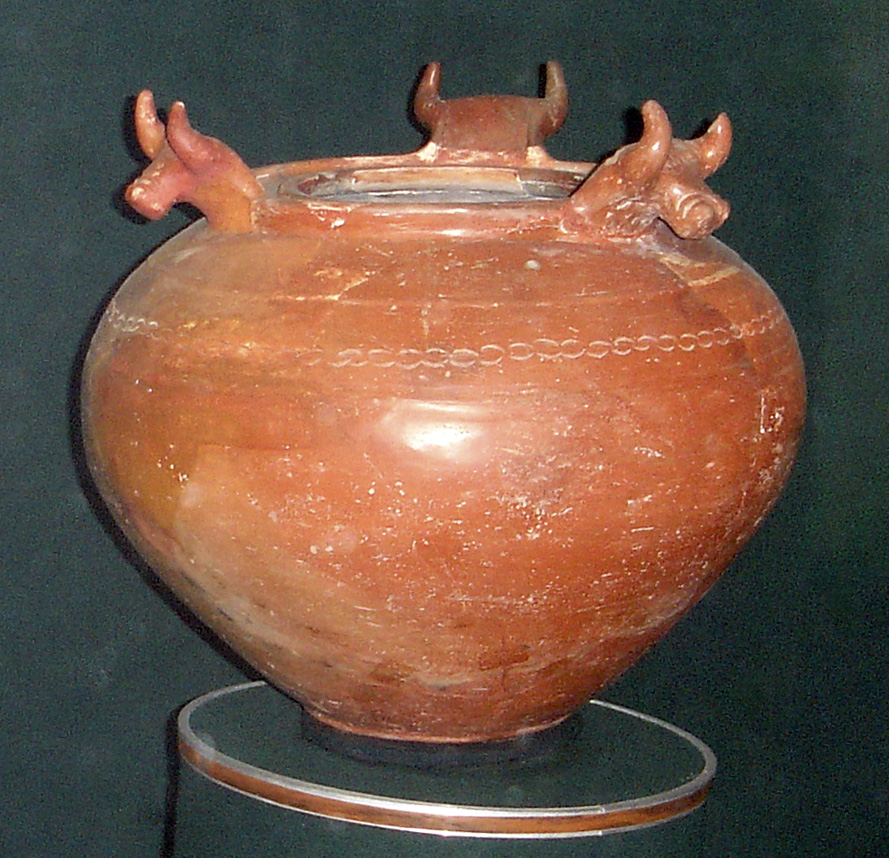
Cerámica de Urartu
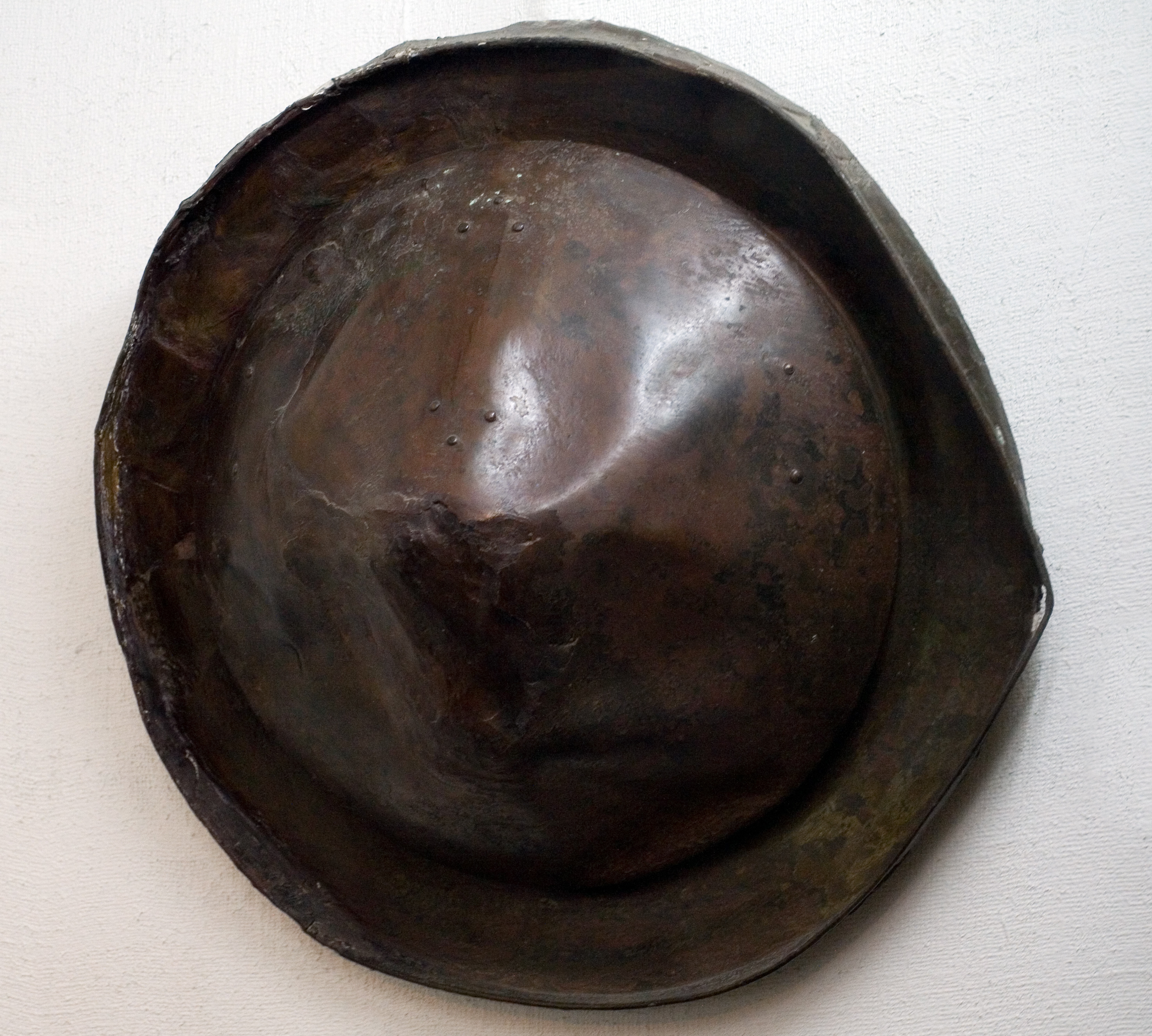
Escudo de bronce de un guerrero urartiano
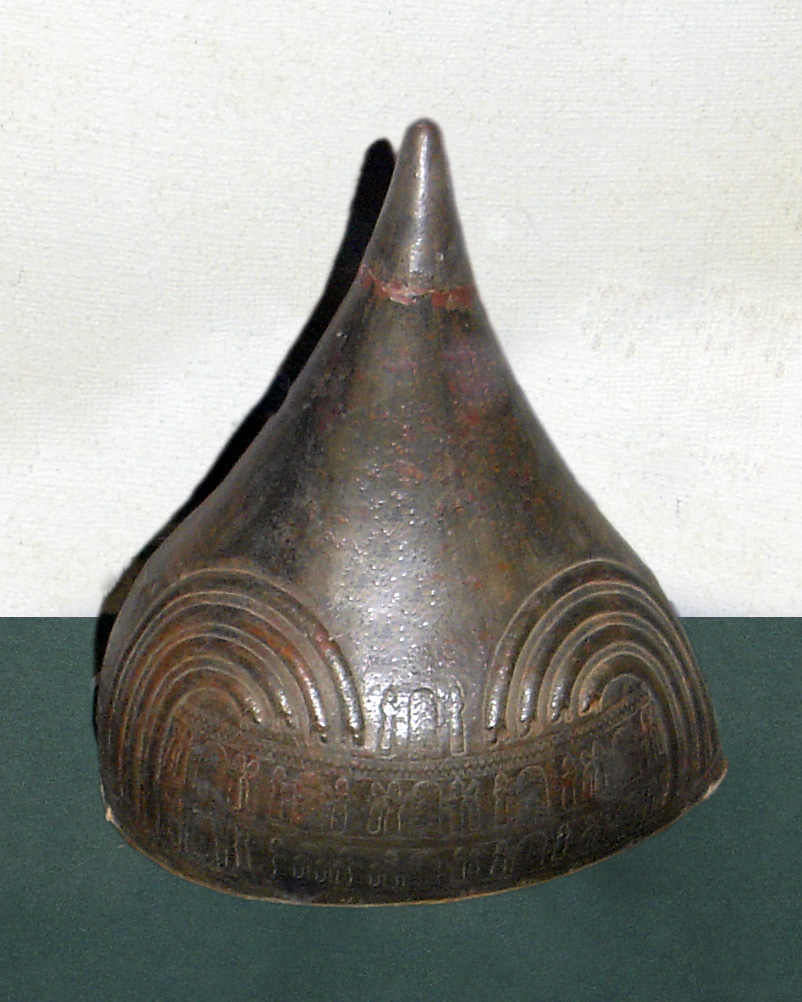
Casco de bronce con la inscripción Sardu II
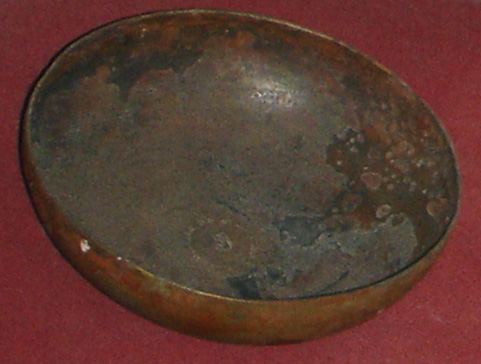
Uno de los 97 cuenco-copa para vino encontrados